# Platonea sinensis
Diaperoecia sinensis is een mosdiertjessoort uit de familie van de Tubuliporidae. De wetenschappelijke naam van de soort is, als Diaperoecia sinensis, voor het eerst geldig gepubliceerd in 1988 door Lu, Ni & Zhong.